# Patience Ozokwor
Patience Ozokwor (Ngwo, 14 de septiembre de 1958) es una actriz y cantante nigeriana. Ganó el premio a la mejor actriz de reparto en los Premios de la Academia del Cine Africano en sus ediciones de 2012 y 2013.

## Biografía

### Inicios
Ozokwor nació en Ngwo, Estado de Enugu, Nigeria, y tuvo su educación en la ciudad de Lagos. Desde que estaba en la escuela demostró capacidad para la actuación, participando en varias obras de teatro escolares. Se inscribió en el Instituto Tecnológico de Enugu, donde se licenció en Bellas Artes.

### Carrera
Antes de iniciar una carrera como actriz, ya había incursionado en las radionovelas. Inicialmente figuró en la telenovela nigeriana Someone Cares. A partir de entonces se convirtió en uno de los rostros más reconocidos de los medios en su país. Se casó a los 19 años y tuvo tres hijos biológicos y cinco adoptados. Perdió a su esposo en el año 2000. Expresó que el mayor pesar de su vida fue no haber podido casarse con el hombre de su elección, y también el hecho de que sus hijos le impidieron volver a casarse después de que perdiera a su marido.